# Denkmalgeschützte Objekte im Okres Pezinok

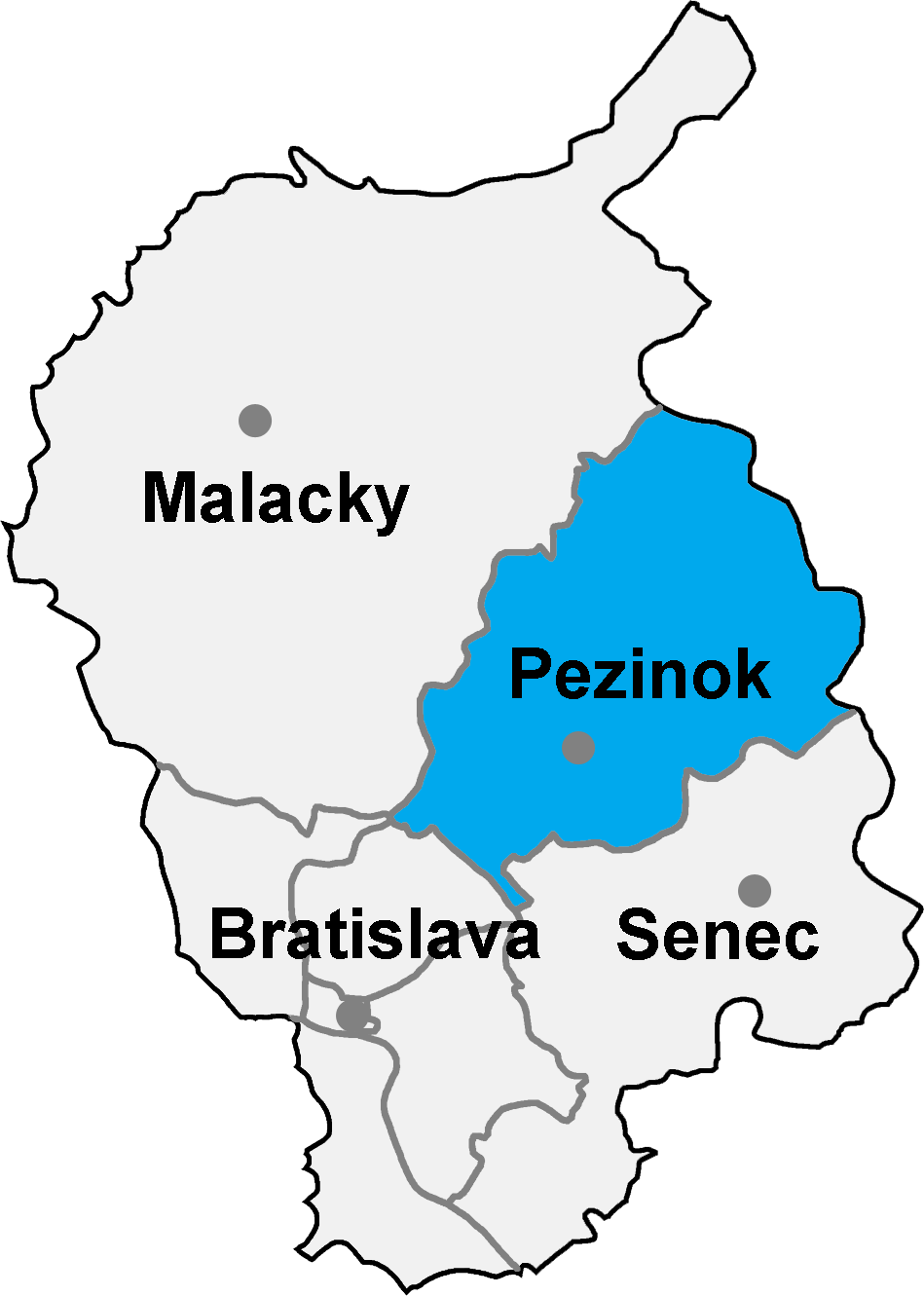

Im Okres Pezinok bestehen 255 denkmalgeschützte Objekte. Die unten angeführte Liste führt zu den Gemeindelisten und gibt die Anzahl der Objekte an. In Gemeinden, die nicht verlinkt sind, existieren keine geschützten Objekte.
| Gemeindeliste                       | Objektanzahl |
| ----------------------------------- | ------------ |
| Báhoň                               | 1            |
| Budmerice (Pudmeritz)               | 4            |
| Častá (Schattmannsdorf)             | 29           |
| Doľany (Ottental)                   | 9            |
| Dubová (Wernersdorf)                | 0            |
| Jablonec (Halmesch)                 | 0            |
| Limbach                             | 2            |
| Modra (Modern)                      | 98           |
| Pezinok (Bösing)                    | 66           |
| Píla (Sägmühl)                      | 2            |
| Slovenský Grob (Slowakisch-Eisgrub) | 0            |
| Svätý Jur (Sankt Georgen)           | 38           |
| Šenkvice (Schenkwitz)               | 2            |
| Štefanová (Stephansdorf)            | 1            |
| Viničné (Schweinsbach)              | 0            |
| Vinosady                            | 3            |
| Vištuk (Wischtuk)                   | 0            |